# Ustinya (cràter)
Ustinya és un cràter d'impacte en el planeta Venus de 11,8 km de diàmetre. Porta el nom d'un antropònim rus, i el seu nom va ser aprovat per la Unió Astronòmica Internacional el 1997.